# Erich Gutzeit
Erich Gutzeit (Pseudonym James Honky, * 10. Oktober 1898 in Berlin; † 24. Mai 1973 ebenda) war ein deutscher Komponist, Arrangeur und Dirigent von Unterhaltungsmusik. Erich Gutzeit lebte freischaffend in Berlin.

## Leben und Werk
Erich Gutzeit studierte bei Rudolf Marquardt in Berlin. Ab 1920 war er als Dirigent von Blasorchestern tätig. Von 1927 bis 1945 war er Dirigent des Graphischen Orchesters Berlin. Er stand bei Kriegsende auf der Gottbegnadeten-Liste.
Von 1952 bis 1967 wirkte er als Spezialblasmusikbearbeiter der Schallplattenfirma Polydor und 1968 der Firma Teldec. Von 1958 bis 1967 leitete er das Philharmonische Blasorchester Berlin.
Von seinen zahlreichen Kompositionen seien hier die Orchesterstücke Tarantella (1942), Reizvolle Begegnung (1968) sowie die Originalblasmusikstücke Rhythmen-Rendezvous (1960), Jazz-Promenade (1960), Poker Party (1963) und Puck und Jams (1963) genannt.